# 小行星23625
小行星23625（23625 Gelfond）是一颗绕太阳运转的小行星，为主小行星带小行星。该小行星于1996年11月发现。

## 轨道参数
小行星23625的轨道半长轴为2.2423353 UA，离心率为0.111。